# Der Nebel (Fernsehserie)
Der Nebel ist eine US-amerikanische Fernsehserie von Showrunner Christian Torpe über einen sich ausbreitenden Nebel, in dem unheimliche Kreaturen lauern. Die Adaption basiert lose auf der gleichnamigen Novelle aus der Kurzgeschichtensammlung Im Morgengrauen von Stephen King und verbindet Mystery-, Science-Fiction-, Fantasy- und Horror-Elemente miteinander. 
Die Erstausstrahlung fand am 22. Juni 2017 beim US-Sender Spike statt. Alle zehn Folgen der ersten Staffel wurden am 25. August 2017 von Netflix per Streaming im deutschsprachigen Raum veröffentlicht. Ende September 2017 wurde bekannt, dass die Serie nicht fortgesetzt werde.

## Handlung
Der sanftmütige Autor Kevin Copeland lebt gemeinsam mit seiner Frau Eve, einer Lehrerin, und deren 16-jähriger Tochter Alex – das Kind weiß anfangs nicht, dass Kevin nicht der leibliche Vater ist – in der fiktiven Kleinstadt Bridgeville, Maine. Das Paar hat bis zu diesem Zeitpunkt schon etliche Krisen erlebt und bewältigt. Als das Mädchen jedoch gegen den Willen ihrer fürsorglichen Mutter auf eine Party geht, bei der auch ihr Schwarm, Quarterback Jay, anwesend ist, kommt es zum Zerwürfnis. Die Jugendliche wird bei der Feier betäubt und vergewaltigt – ihr pansexueller Begleiter Adrian bezichtigt Jay der Tat – und Eve verlässt daraufhin mit Alex ihren Mann. Kurz darauf umhüllt ein trügerischer Nebel die Kleinstadt. Bald wird klar, dass dieser Dunst etwas Übernatürliches ist; ein längerer Kontakt führt unweigerlich zum Tod.
Eve und Alex werden im örtlichen Einkaufszentrum überrascht, wo sie sich fortan mit weiteren Zufluchtsuchenden verschanzen – darunter auch Jay. Rationiertes Essen, die klaustrophobische Atmosphäre und Querelen führen dort alsbald zu Paranoia und Aggression. Währenddessen versucht Kevin gemeinsam mit Alex’ Schulfreund Adrian sowie zwei Insassen des örtlichen Sheriff-Büros – dem an Gedächtnisverlust leidenden Soldaten Jonah und der drogenabhängigen Gaunerin Mia – sich zur Shopping Mall durchzuschlagen. Unterwegs enttarnt Kevin Adrian als Vergewaltiger. Der überführte Außenseiter schlägt daraufhin seinen Ziehvater nieder und flüchtet gemeinsam mit Mia und Jonah, die von alledem nichts ahnen, zum Einkaufszentrum.
Der zu allem entschlossene Kevin kommt am Ende der ersten Staffel seiner Familie zur Hilfe, als diese von einem wütenden Mob aus dem Kaufhaus gedrängt wird. Die Familie flüchtet mit Mia und Sheriff Heisel, der zuvor mit einer dritten Gruppe Überlebender ebenfalls zur Mall vorgedrungen war, in einem Armee-Jeep ins Ungewisse. Jonah reist mit Adrian als blindem Passagier zu einem Militärstützpunkt.

## Besetzung
Die Synchronisation der Serie wurde bei der VSI Synchron nach Dialogbüchern von Zoë Beck und Daniel May unter der Dialogregie von Beck erstellt.
| Rolle                    | Darsteller         | Synchronsprecher   |
| ------------------------ | ------------------ | ------------------ |
| Kevin Copeland           | Morgan Spector     | Sven Gerhardt      |
| Eve Copeland             | Alyssa Sutherland  | Berenice Weichert  |
| Alex Copeland            | Gus Birney         | Lisa May-Mitsching |
| Mia Lambert              | Danica Curcic      | Manja Doering      |
| Jonah Dixon / Bryan Hunt | Okezie Morro       | Marios Gavrilis    |
| Jay Heisel               | Luke Cosgrove      | Bastian Sierich    |
| Sheriff Connor Heisel    | Darren Pettie      | Viktor Neumann     |
| Adrian Garff             | Russell Posner     | Sebastian Kluckert |
| Nathalie Raven           | Frances Conroy     | Ulrike Möckel      |
| Pfarrer Romanov          | Dan Butler         | Thomas Schmuckert  |
| Gus Bradley              | Isiah Whitlock Jr. | Dieter Memel       |
| Kyle                     | Romaine Waite      | Jeffrey Wipprecht  |
| Kimi Lucero              | Irene Bedard       | Antje Thiele       |
| Tyler Denton             | Christopher Gray   | Amadeus Strobl     |
| Wes Foster               | Greg Hovanessian   | Christopher Kohn   |
| Vic                      | Erik Knudsen       | Imme Aldag         |
| Shelley DeWitt           | Alexandra Ordolis  | Julia Blankenburg  |

## Rezeption
Die erste Staffel bekam gemischte Kritiken. In der Internet Movie Database gab es im Durchschnitt 5,3 von 10 Punkten bei über 5.200 Bewertungen. Auf der Kritikenwebseite Rotten Tomatoes erhielt die Serie eine Wertung von 61 %. Unter den 38 ausgewerteten Kritiken finden sich 23 positive. Metacritic errechnete für Der Nebel, basierend auf 25 englischsprachigen Kritiken, einen Metascore von 54 (Stand: 26. August 2017).
Die Pilotfolgenrezension von Serienjunkies.de kritisierte nach der ersten Episode von Der Nebel vor allem Probleme mit dem Drehbuch und nur allzu bekannte Stephen-King-Charaktere: „Die Figuren kommen aus der gleichen Maine-Kleinstädter-Archetyp-Kiste wie die meisten King-Charaktere, das zwischenmenschliche Drama wirkt unausgegoren und soll nur schnell ein dramaturgisches Kartenhaus errichten, in das der Nebel reingrätschen kann. Während das alles zwar recht nett anzusehen ist, weisen viele eingeschobene Plotpunkte ein wirklich holpriges Timing auf.“